# Джирим (Красноярский край)
Джирим — поселок в Краснотуранском районе Красноярского края в составе Тубинского сельсовета.

## География
Находится примерно в 49 километрах по прямой на юго-восток от районного центра села Краснотуранск.

## Климат
Климат резко — континентальный с холодной зимой и жарким летом, суровый, с большими годовыми и суточными амплитудами температуры. Максимальная высота снежного покрова 46 см. Среднемесячная температура января колеблется от −23,5 ºС до −21,0 ºС, июля от +19,8 ºС до +18,8 ºС. Среднегодовая температура составляет −0,6 ºС ÷ −1,6 ºС. Годовая сумма осадков составляет 389 мм, причем большая её часть выпадает в теплый период года (82 % от годовой суммы).

## Население
Постоянное население составляло 246 человек в 2002 году (85 % русские), 253 в 2010.